# Tamara Nóvikova
Tamara Grigórievna Nóvikova (Noginsk, óblast de Moscou, 6 de juny de 1932) va ser una ciclista soviètica. Va aconseguir una medalla de plata al primer Campionat del món en ruta femení.
El 1955 va establir el rècord de l'hora en 38,473 km. Aquesta marca va durar dos anys, fins que va ser batuda per la francesa Renée Vissac.